# Шамін Артем Миколайович
Арте́м Микола́йович Ша́мін — майор медичної служби Збройних сил України.
Станом на жовтень 2014 року — начальник сортувально-евакуаційного відділення військово-польового шпиталю в зоні бойових дій.

## Нагороди
За особисту мужність і героїзм, виявлені у захисті державного суверенітету та територіальної цілісності України, вірність військовій присязі під час російсько-української війни
- нагороджений орденом Данила Галицького (22.1.2015).